# هاتادوکووا
هاتادوکووا (به لاتین: Hatadukkuwa) یک منطقهٔ مسکونی در سری‌لانکا است که در استان مرکزی (سری‌لانکا) واقع شده‌است.